# Vic-en-Bigorre
Vic-en-Bigorre é uma comuna francesa na região administrativa de Occitânia, no departamento dos Altos Pirenéus. Estende-se por uma área de 31,93 km². Em 2010 a comuna tinha 5 131 habitantes (densidade: 160,7 hab./km²).